# Lamprima varians
Lamprima varians là một loài bọ cánh cứng trong họ Lucanidae. Loài này được Germar mô tả khoa học năm 1848.